# Caproni Ca.183 bis
Caproni Ca.183 bis – prototyp włoskiego samolotu myśliwskiego z okresu II wojny światowej, którego budowa opierała się na wynikach badań w locie z samolotem doświadczalnym Caproni Campini C.C.2.
Samolot Caproni Ca.183 bis został zaprojektowany w 1942 roku z przeznaczeniem na przechwytujący myśliwiec wysokościowy. Miał być napędzany niemieckim silnikiem rzędowym Daimler-Benz DB 605 lub włoskim silnikiem gwiazdowym FIAT A.30. Silnik tłokowy miał napędzać dwa przeciwbieżne śmigła trójłopatowe oraz po osiągnięciu odpowiedniego pułapu lotu sprężarkę silnika odrzutowego typu Campini umieszczonego z tyłu kadłuba. Pomysł włoskich konstruktorów zakładał, że silnik odrzutowy (działający w tym przypadku podobnie jak silnik strumieniowy) miał powiększyć osiągi silnika tłokowego na dużych wysokościach o ok. 100 km/h.
Prace nad prototypem samolotu Caproni Ca.183 bis zostały przerwane w 1943 roku w momencie kapitulacji Włoch. 